# Suprematism

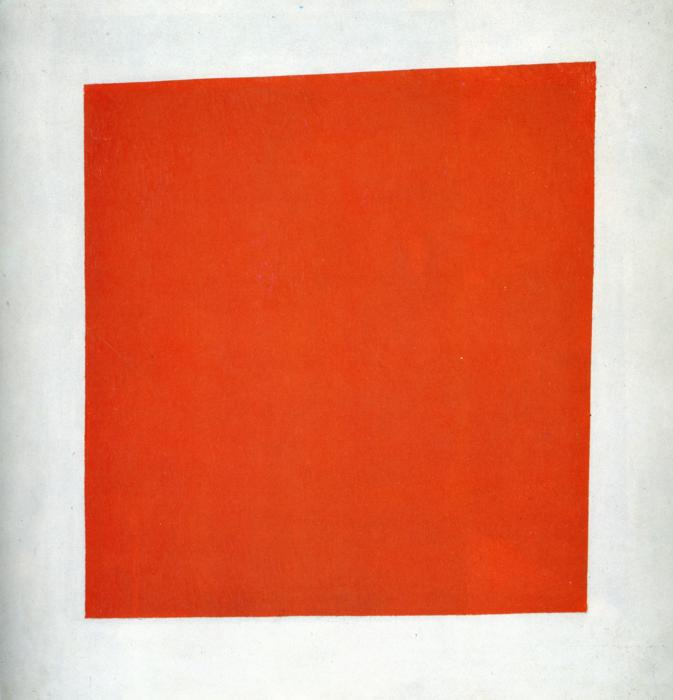
Celebrul Pătrat Roşu (care este, de fapt, cadrul gri al lucrării), ulei pe pânză, de dimensiuni, 53 cm × 53 cm, una din lucrările emblematice a lui Malevici.

Suprematism (din limba latină: suprematia = supremație, superioritate, suveranitate, absolut/ă) este numele sub care pictorul Kazimir Malevici și-a prezentat - începând cu anii 1914-1915 - propria pictură, în care renunță la reprezentarea obiectelor pentru a înregistra sensibilitatea degajată de orice aluzie la lumea vizibilă.
Malevici așază, în cadrul golit de prezențe sau de aluzii la lumea concretă, mărturiile sensibilității sale, transcrise în limbajul abstract al geometriei. Programul picturii suprematiste pleacă de la observația că ceea ce contează în patrimoniul epocilor trecute nu sunt valorile practice sau de reprezentare, ci valorile spiritualității și sensibilității depozitate în diferite creații.
Lui Malevici i se alătură  Aleksandra Ekster, El Lissitzky, Ivan Kliun, Ivan Puni și Olga Rozanova, printre alții.
Astfel, concluzionând crezul său, teoreticianul artei vizuale a picturii, Malevici, scrie:
| “ | Prin suprematism înțeleg supremația sensibilității pure în artele plastice | ” |

.

## Avangarda artistică rusă
Paralel cu frământările și transformările sociale din anii cuprinși între 1905 și 1920, artiștii ruși caută noi căi pentru a da expresie creației lor. Diferite tendințe stilistice apar într-o succesiune rapidă, luând contact cu manifestările prezente în arta europeană și dezvoltându-le mai departe. Mihail Larionov lansează "raionismul", Wladimir Tatlin inițiază "constructivismul", iar Alexandr Rodcenko propune "non-obiectivismul". Un rol important îl joacă - începând cu anul 1908 - revista "Lâna de aur", care organizează expoziții cu operele celor mai importanți pictori contemporani vest-europeni. În 1911 are loc expoziția grupului "Valetul de Caró", cu participarea unui mare număr de artiști aparținând avangardei ruse. În acest context, Malevitch începe să picteze primele pânze suprematiste. Expoziția "0,10" din anul 1915, la care - în afară de Malevitch - participă și Wladimir Tatlin, Nadejda Udalțova, Liubov Popova și Ivan Puni, marchează apariția artei lipsită de obiect.

## Pătratul negru

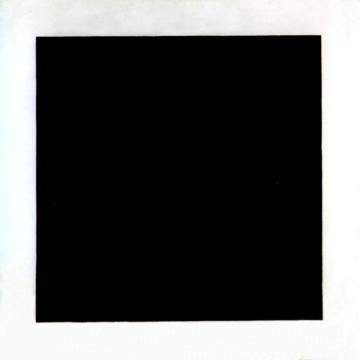
Kazimir Malevici: Pătrat negru pe fond alb, 1915

Prima lucrare a lui Malevici care trezește un deosebit ecou este tabloul "Pătrat negru pe un fond alb" (1915), prezentat la expoziția "0,10". Suprafața neagră, executată în întregime în ulei, netedă, fără urme de pensulă, este imaculată și unitară. Factura fundalului, în schimb, de un alb ușor cenușiu, este neregulată. Această tratare diferențiată creează efectul încrustării albului în negru, în același timp, patratul pare să se ridice în aer, dezlipindu-se de materia albă. Malevici considera "Pătratul negru" expresie a densității maxime a masei de culoare, simbol pentru "economia geometrică".  În 1915, publică manifestul "De la cubism și futurism la suprematism, un nou realism artistic", la redactarea căruia a contribuit și poetul Vladimir Maiakovski. Malevici își dezvoltă ideile, cinci ani mai târziu (1920), în studiul "Suprematismul ca model al nonreprezentării", text ce va fi cuprins în volumul "Lumea nonreprezentării".
Tot în anul 1915 pictează tabloul "Pătrat roșu: pictură realistă a unei țărănci bidimensionale", pentru ca în 1919 să realizeze tabloul "Pătrat alb pe fond alb", care închide provizoriu ciclul experimentelor suprematiste.

## Principiile estetice ale suprematismului

### Forma
Formele utilizate în pictura suprematistă sunt în mod esențial bidimensionale. Malevici nu pictează într-o manieră expresivă ca Wassily Kandinsky, ci își construiește formele sale de bază, care sunt pătratul, cercul și crucea. Pătratul este forma sa preferată, pentru că nu este o formă naturală, ci una elaborată științific, o formă universală de la care se dezvoltă toate celelalte. Tablourile sunt realizate cu forme și culori pure. Toate formele colorate se deplasează liber, animate de o energie misterioasă. Malevici dorește să elibereze formele de fundal, astfel încât acestea să poată evolua individual, atât în spațiul tabloului, cât și în spațiul real al privitorului. De aceea, la expoziții, el își agață tablourile peste tot, pe tavan, uneori foarte sus pe perete sau în vreun colț.

### Culoarea
Există trei categorii de culori în pictura suprematistă. În primul rând albul pentru fond, reprezentând spațiul infinit. Negru este rezervat pentru figura de bază, care este pătratul. Pentru rest se folosesc culorile primare în stare pură.

### Spațiul

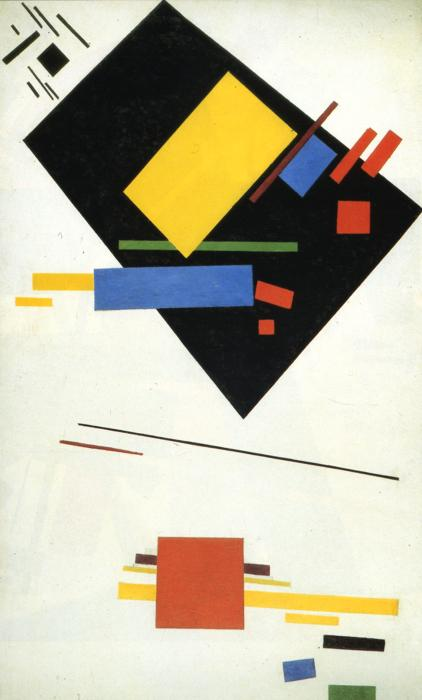
Kazimir Malevici: Compoziție suprematistă, 1915

Pentru suprematism, spațiul depășește reprezentarea în trei dimensiuni, el este conceput în mai multe straturi, pe care evoluează formele în mod liber. Subiectul unei opere suprematiste este captarea unui moment din evoluția formelor în dimensiunile spațiului. Malevici reprezintă în operele sale un univers infinit în alb în care se mișcă, urcă sau coboară forme geometrice. Încă de la începuturile activității sale, Malevici elimină din imagine trimiterile la concret. Fondul tabloului devine un spațiu deschis, infinit, în care o formă geometrică - pătrat, cerc, triunghi etc. - creează un reper, un însemn al sensibilității artistului. Revine responsabilității privitorului să înțeleagă aceste compoziții, vizualizând formele cu multiplele lor poziții. În "Compoziție suprematistă" (1915), elementul care atrage toate celelalte planuri colorate este un trapez negru. Formele nu numai că se ridică în aer, ele se rotesc cu o forță proprie, dinamică. În timp ce alți suprematiști exploatează resursele plastice ale culorii și formei pure, nu numai în pictură, dar și în spațiul fără limite ale sculpturii (Ivan Puni) sau în colaje (Olga Rozanova), Malevici se angajează tot mai mult în căutarea mistică a unei lumi fără obiect, o lume a non-reprezentării ("Pătrat alb pe fond alb"). Eliberarea completă este realizată, pentru că albul este neantul dat la iveală, acest spațiu infinit, deschis acum tuturor artiștilor.
Malevici își propune ca ideal artistic o alternativă a unei "perfecțiuni obiective și tehnice" științifice și a unei "frumuseți" artistice în concepția academică, sub forma unei lumi al cărei numitor comun este lipsa oricărui conținut obiectiv, lume reprezentată în spațiul suprematist.

## Suprematismul în arta aplicată
În 1918, Malevici, împreună cu Nadejda Udalțova, lucrează în "Atelierele pentru o Artă Liberă" la aplicarea principiilor suprematiste în industria textilă. Stilul suprematism se extinde și în alte domenii, în tipografie, arhitectură, design de mobile și obiecte de porțelan. În decembrie 1917, are loc o expoziție de artă aplicată în Salonul Michailova din Moscova, unde sunt expuse în special lucrări de tricotaj, îmbrăcăminte de perne, fulare și poșete cu motive suprematiste. La Vitebsk, în 1919, Malevici formează gruparea "Unovis" (prescurtare a expresiei ruse Utverditeli Novogo Iskusstva = "Campionii artei noi"), care avea ca scop promovarea unei viziuni suprematiste în artă, dar și în viața de toate zilele.

## Pătrunderea suprematismului în vestul Europei
Prin El Lissitzky, în 1922, ideile suprematismului pătrund în Germania. Lissitzky transpune principiile lui Malevici în construcțiile sale "Proun" (prescurtare de la "Pro-Unovis"), pe care le consideră punte de trecere între pictură și arhitectură. Purismul promovat de artiștii ruși se întâlnește cu preocupările pentru plasticitatea pură ale olandezilor Piet Mondrian și Theo van Doesburg, grupați în jurul revistei De Stijl. Acest purism va veni, de asemenea, în întâmpinarea căutărilor școlii Bauhaus, constituind o premiză de la care se va revendica orice tendință spre funcționalism, spre asceză formală, spre puritatea limbajului plastic.